# Sin (canción)
«Sin» (también conocido como «Halo 4») es el tercer sencillo de la banda estadounidense de rock industrial Nine Inch Nails extraído del álbum Pretty Hate Machine. Se lanzó en octubre de 1990 y llegó al puesto 35 en la lista británica de sencillos.

## El sencillo
"Sin" es el cuarto lanzamiento oficial de Nine Inch Nails y el último sencillo extraído del álbum Pretty Hate Machine. Contiene tres remezclas de "Sin" y el primer cover lanzado por la banda.
"Get Down, Make Love" es una versión de la canción de Queen del álbum News of the World. Esta versión de "Get Down Make Love" incluye un sampler de Dan O'Herlihy extraído de The Cabinet of Caligari.

## Lista de canciones

### Versión Estados Unidos
1. «Sin» (long) (remezclado por Adrian Sherwood, Keith LeBlanc) - 5:51
2. «Sin» (dub) (remezclado por Sherwood, LeBlanc) - 5:00
3. «Get Down, Make Love» (ingeniería de Jeff "Critter" Newell, Al Jourgensen, Trent Reznor, Sean Beaven) - 4:19
4. «Sin» (short)  (remezclado por Sherwood, LeBlanc) - 4:19

### Versión Reino Unido
1. «Sin» (short) (remezclado por Sherwood, LeBlanc) - 4:19
2. «Sin» (long) (remezclado por Sherwood, LeBlanc) - 5:51
3. «Get Down, Make Love» (ingeniería de Jeff "Critter" Newell, Al Jourgensen, Trent Reznor, Sean Beaven) - 4:19
4. «Sin» (dub) (remezclado por Sherwood, LeBlanc) - 5:00